# بيلي بابكي
بيلي بابكي (بالإنجليزية: Billy Papke)‏ مواليد 17 سبتمبر 1886 في سبرينغ فالي - الوفاة 26 نوفمبر 1936، كان ملاكم أمريكي سابق صنّف ضمن فئة الوزن المتوسط.

## إحصائيات
خاض خلال مسيرته 63 نزالا، فاز في 40 وتعادل في 6 وخسر في 6. فاز بالضربة القاضية في 32 نزالا.

## روابط خارجية
- بيلي بابكي على موقع بوكس ريك (الإنجليزية) (registration required)